# Bollywood Movie Award/Bester Film
Der Bollywood Movie Award Best Film ist eine Kategorie des jährlichen Bollywood Movie Awards für indische Filme in Hindi.

## Liste der Preisträger
| Jahr | Film                     | Produzent             |
| ---- | ------------------------ | --------------------- |
| 1999 | Kuch Kuch Hota Hai       | Yash Johar            |
| 2000 | kein Preis               | kein Preis            |
| 2001 | Kaho Naa... Pyaar Hai    | Rakesh Roshan         |
| 2002 | Kabhi Khushi Kabhie Gham | Karan Johar           |
| 2003 | Devdas                   | Bharat Shah           |
| 2004 | Kal Ho Naa Ho            | Yash Johar            |
| 2005 | Veer-Zaara               | Yash Chopra           |
| 2006 | Black                    | Sanjay Leela Bhansali |
| 2007 | Lage Raho Munnabhai      | Vidhu Vinod Chopra    |